# Nintendo Campus Challenge
Nintendo Campus Challenge fue una competencia de videojuegos patrocinada por Nintendo y se celebró en casi 60 campus universitarios en todo Estados Unidos. Fue el primero de los dos Campus Challenges.

## Juegos de 1991

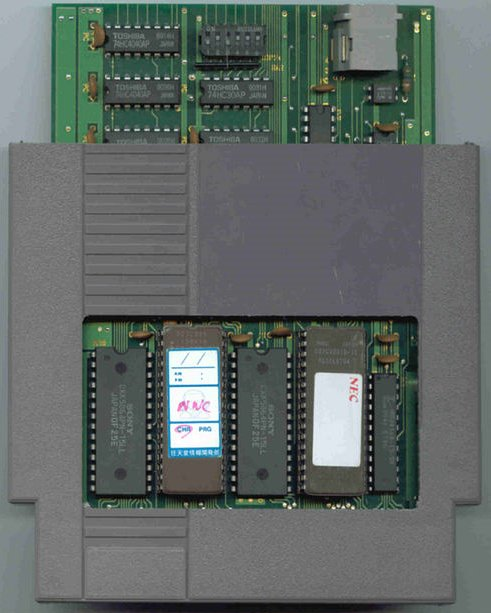
cartucho del Nintendo Campus Challenge 1991

Como el Nintendo World Championships de1990, el evento oficial le dio a cada jugador 6 minutos y 21 segundos para jugar en el concurso, pero hay tres minijuegos diferentes. El primer minijuego de la competencia es recoger 25 monedas en Super Mario Bros. 3. El próximo minijuego es una versión de Pin * Bot donde los jugadores deben obtener 100.000 puntos. El último minijuego es el Dr. Mario y esto dura hasta que el tiempo expire. Una vez que el tiempo expira, la puntuación de un jugador se suma con la siguiente fórmula:
- Super Mario Bros. 3: puntaje por 10
- + Pin Bot: puntaje por 1
- + Dr. Mario: puntaje por 100

### Cartucho
Solo existe una copia original conocida del cartucho Campus Challenge de 1991. El juego fue encontrado por un coleccionista de videojuegos, Rob Walters, en una venta de garaje en Nueva York en 2006.
El juego se vendió por $ 14,000 en julio de 2009. Después de 3 meses, el juego fue revendido en eBay por $ 20,100.

### Estructura del evento

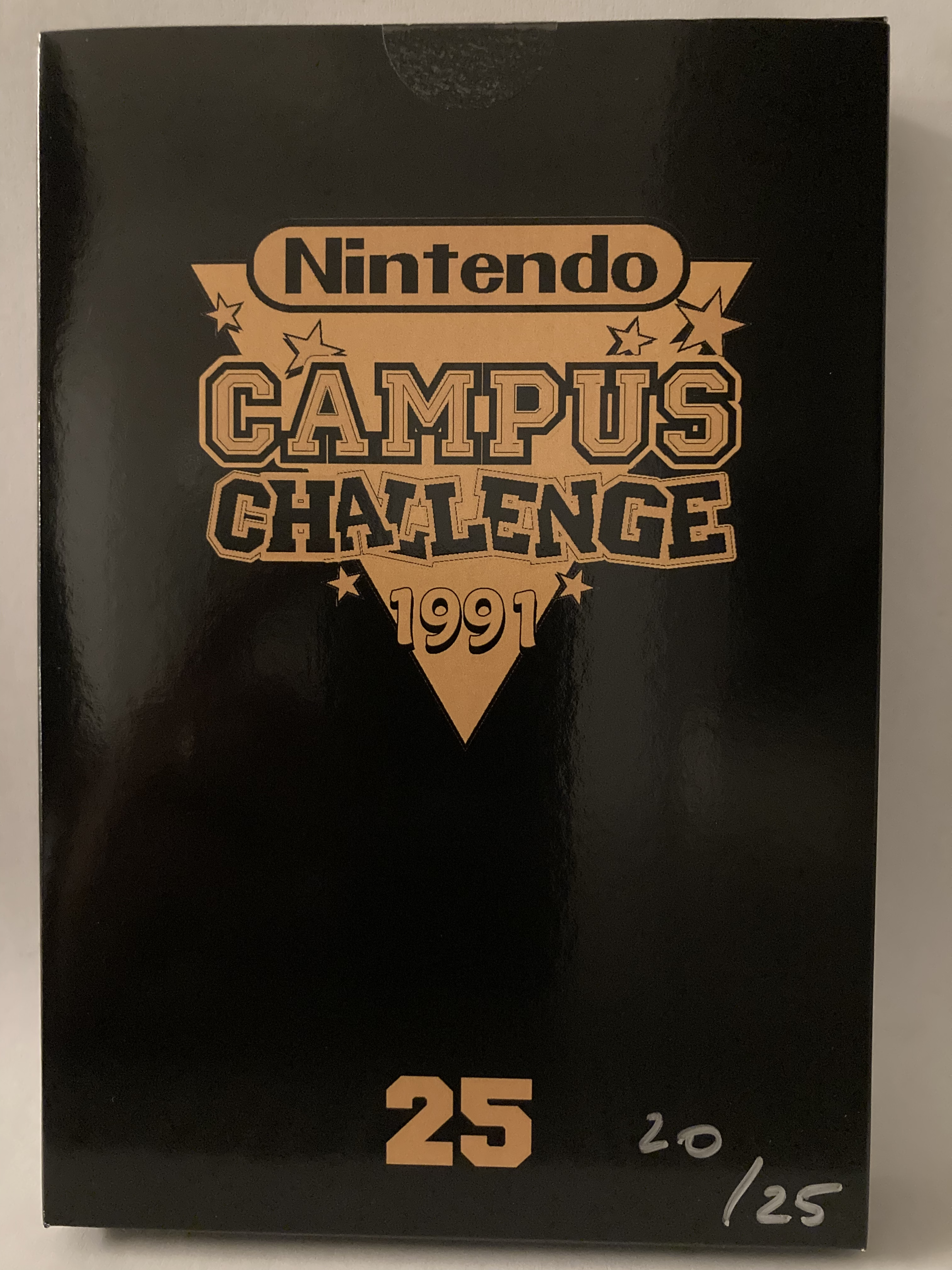
caja del evento

El Campus Challenge de 1991 se llevó a cabo en 58 campus universitarios y lugares de vacaciones de primavera. El evento consistió en tres etapas. El escenario principal tuvo la competencia en 12 estaciones de juego diferentes. La segunda etapa fue para sistemas de Nintendo Entertainment System con varios juegos, mientras que la tercera etapa tenía sistemas Game Boy. Los asistentes a los eventos podían jugar tantas veces como quisieran y se anunciaba el ganador al puntaje más alto al final del día.
El ganador de cada ubicación fue trasladado a Disney World en Orlando durante el fin de semana de Año Nuevo en enero de 1992.. Todos los competidores jugaron en la primera ronda en la que los doce jugadores con mejor puntuación avanzaron a la segunda ronda, luego los primeros seis jugadores avanzaron a la tercera ronda. La ronda final fue un partido mano a mano entre Steven Lucas y Matt Sekelsky. Steven Lucas ganó con un puntaje de 2,394,130.
| Fecha               | Universidad                                   | Lugar                     |
| ------------------- | --------------------------------------------- | ------------------------- |
| 11/29/1990          | Universidad Estatal de Luisiana               | Baton Rouge               |
| 12/3/1990           | Universidad de Texas A&M                      | College Station           |
| 12/6/1990           | Universidad de Oklahoma                       | Norman                    |
| 1/10/1991           | Consumer Electronics Show                     | Las Vegas                 |
| 1/15/1991           | Universidad Estatal Politécnica de California | San Luis Obispo           |
| 1/17/1991           | Universidad de California en Santa Bárbara    | Santa Bárbara             |
| 1/21/1991           | Universidad de California en Los Ángeles      | Los Ángeles               |
| 1/24/1991           | Universidad del Sur de California             | Los Ángeles               |
| 1/28/1991           | Universidad Estatal de California, Long Beach | Long Beach                |
| 1/31/1991           | Universidad de California en Irvine           | Irvine                    |
| 2/4/1991            | Universidad Estatal de California, Fullerton  | Fullerton                 |
| 2/7/1991            | Universidad Estatal de San Diego              | San Diego                 |
| 2/11/1991           | Universidad de Nevada, Las Vegas              | Las Vegas                 |
| 2/14/1991           | Universidad Estatal de Arizona                | Tempe                     |
| 2/18/1991           | Universidad de Arizona                        | Tucson                    |
| 2/21/1991           | Universidad de Nuevo México                   | Albuquerque               |
| 2/25/1991           | Texas Tech University                         | Lubbock                   |
| 2/28/1991           | University of Texas at Arlington              | Arlington                 |
| 3/4/1991            | Universidad de Texas en Austin                | Austin                    |
| 3/7/1991            | Universidad de Houston                        | Houston                   |
| 3/11/1991           | Spring Break                                  | Isla del Padre Sur, Texas |
| 3/19/1991           | Spring Break                                  | Daytona Beach, Florida    |
| 3/25/1991           | Spring Break                                  | Daytona Beach             |
| 4/4/1991            | Universidad de Georgia                        | Athens                    |
| 4/8/1991            | Instituto de Tecnología de Georgia            | Atlanta                   |
| 4/11/1991           | Universidad de Auburn                         | Auburn                    |
| 4/15/1991           | Universidad de Alabama                        | Tuscaloosa                |
| 4/18/1991           | Universidad de Tennessee                      | Knoxville                 |
| 4/22/1991           | Universidad Estatal de Ohio                   | Columbus, Ohio            |
| 4/24/1991           | Chevy Open House                              | GM Tech Center            |
| 4/25/1991           | University of Michigan                        | Ann Arbor                 |
| 4/29/1991           | Indiana University                            | Bloomington               |
| 5/2/1991            | University of Wisconsin–Madison               | Madison                   |
| 5/6/1991            | University of Minnesota                       | Minneapolis               |
| 5/9/1991            | Northwestern University                       | Evanston                  |
| 8/2/1991            | Ohio State Fair                               | Columbus                  |
| 8/15/1991           | Illinois State Fair                           | Springfield               |
| 8/22/1991-9/20/1991 | Canada Tour                                   | Canada                    |
| 9/23/1991           | University at Albany                          | Albany                    |
| 9/26/1991           | University of Massachusetts Amherst           | Amherst                   |
| 9/30/1991           | Boston University                             | Boston                    |
| 10/3/1991           | University of Rhode Island                    | Kingston                  |
| 10/7/1991           | New York University                           | Nueva York                |
| 10/10/1991          | Rutgers University–New Brunswick              | New Brunswick             |
| 10/14/1991          | University of Pennsylvania                    | Philadelphia              |
| 10/17/1991          | University of Maryland, College Park          | College Park              |
| 10/21/1991          | George Washington University                  | Washington DC             |
| 10/24/1991          | University of North Carolina at Chapel Hill   | Chapel Hill               |
| 10/28/1991          | Clemson University                            | Clemson                   |
| 11/11/1991          | University of Washington                      | Seattle                   |
| 11/13/1991          | Nintendo Open House                           | Seattle                   |
| 11/18/1991          | University of Oregon                          | Eugene                    |
| 11/27/1991          | California State University, Sacramento       | Sacramento                |
| 12/2/1991           | University of California, Berkeley            | Berkeley                  |
| 12/5/1991           | Stanford University                           | Stanford                  |
| 12/9/1991           | San Jose State University                     | San Jose                  |
| 1/4/1992            | Walt Disney World Resort                      | Orlando                   |